# Романа (Доктор Ху)
Романа, скраћеница од Романадворатрелундар, измишљени је лик у британској научнофантастичној телевизијској серији Доктор Ху, Она је Господарица времена са планете Галифреј и сапутница Четвртог Доктора.
Као Господарица времена, Романа може да се регенерише пошто је имала две инкарнације на екрану са донекле различитим личностима (коју су обожаваоци назвали Романа I и Романа II). Роману I је играла Мери Там од 1978. до 1979. године. Када је Тамова одлучила да не потпише за другу сезону, улога је преиначена. Роману II је глумила Лала Ворд од 1979. до 1981. године. Трећа инкарнација Романе је приказана у неким од спиноф романа, а четврта (коју је тумачила Џулијет Ландау) је представљена у неколико аудио драма које је објавио Big Finish Productions 2013. и 2014. године, а поново се појавила почетком 2015. године.
Романа је једна од само две чланице Докторове врсте које су путовале са њим у изворној телевизијској серији, а прва је била његова унука Сузан Форман (мада је израз „Господар времена” уведен тек након Сузаниног одласка).

## Лик

### Романа I
Бели Чувар првобитно је доделио Роману да помаже Доктору током потраге за Кључем времена, низом повезаних серијала који чине целу 16. сезону (1978–79). Романа се први пут појављује у Операцији Рибос, а замишљена је као контраст својој претходници дивљој Лили. Романа је у почетку била охола и помало надмена и гледа са висине на Доктора (кога сматра својим академским слабићем) и одговарала је на његово првобитно негодовање због њеног присуства леденим понижавањем. Међутим, она је убрзо почела да цени Докторово искуство и осећај за пустоловину и да га поштује као учитеља.
Током 16. сезоне, Романа почиње да преузима неке од карактеристика вриштеће „девојке у невољи“, што је учврстило Тамину одлуку да не остане у улози јер је сматрала да је лик дошао докле је могао. Због тога се Романа регенерисала на почетку 17. сезоне, појављујући се са другачијим физичким изгледом и светлијом личношћу.
Иако је Тамова напустила серију у местимично добрим односима и била је вољна да сними секвенцу регенерације за почетак 17. сезоне, није била позвана да то уради. Постојале су гласине које је наводно покренуо бивши продуцент Џон Нејтан-Тарнер да је прави разлог зашто је Тамова отишла то што је била трудна. Тамова је то више пута оповргавала током година.

### Романа II
Увођење Романине друге инкарнације на почетку Судбине Далека — сценарио за који је заслужан Тери Нејшн, али са неколико додатака и измена уредника сценарија Дагласа Адамса — духовито духовито се опходи према концепту регенерације. Романа је неколико пута мењала телесне облике као да неко нехајно испробава различите одеће, пре него што је одлучила да преузме лик принцезе Астре коју је глумила Лала Вард у последњем серијалу 16. сезоне Чинилац Армагедона. Ова сцена регенерације је контроверзна код неких обожавалаца јер не одговара озбиљности са којом се регенерација представља у већини других случајева. Уопштено се представља као трауматично, чак и осећајно или физички болно. Покушаји да се рационализује Романина регенерација чињени су уз дозволу у огранак медијима, укључујући кратку причу „Лажљива стара вештица у орману“ у којој се нагађа да је ТАРДИС одговоран за њену регенерацију.
На крају серијала Меглос, Романа добија вест од Господара времена да је опозвана на Галифреј. Отварање следећег серијала Пун круг јасно даје до знања да, пошто је путовала са Доктором, више не жели да се враћа кући. Пре него што је проблем решен, ТАРДИС пролази кроз „напуњени вакуум ембоитмент“ и нестаје у другом универзуму познатом као Е-простор. Њено последње телевизијско појављивање било је у причи Ратникова капија из 1981. где је заједно са псом роботом К9 отишла да би прокрчила сопствени пут у Е-простору када је суочена са избором да остане тамо или да се врати на Галифреј. Такође се накратко појављује у специјалу поводом 20. годишњице Пет Доктора (1983) кроз поновну употребу снимака из незавршене приче из 1979. Шада пошто је Том Бејкер одбио да се појави у специјалу.
Након одласка и Романе, обе варијанте лика су се такође на кратко појавиле у рељефовима током регенерације Четвртог Доктора у Логополису као и у примерку ума Петог Доктора у Васкрснућу Далека. Романа је такође помињана у Кастровалви током пост-регенеративне збуњености Петог Доктора као и у Луку бесконачности у којем је Пети Доктор као одговор на укор Високог савета господара времена да је „оставио [њу] иза“, узвраћа да је „изабрала да остане у Е-простору“. Вардова се касније вратила на кратко у улогу Романе у добротворном специјалу Величине у времену 1993. године.

## Појављивања у другим медијима
Изван телевизијског програма, Четврти Доктор и Романа II се такође појављују у аустралијским телевизијским рекламама за Прајм рачунаре Д.О.О. 1980. године у којима су играли на шаљив начин са идејом да два лика деле романтичну везу, а врхунац је био када је Доктор предложио брак (што се догодило у стварном животу између Тома Бејкера и Лале Вард након њеног одласка из серије исте године).
Чланак Расела Т. Дејвиса у часопису Доктор Ху годишњак 2006. наводи да је Романа била председница Господара времена током последњег Великог временског рата против Далека (види доле) који се завршио уништењем Галифреја. Као и код свих огранак медија, његова каноничност у односу на телевизијску серију је дискутабилна.

### Романи
Са дозволом у роману Крвна жетва Теренса Дикса Нових невиних пустоловина, Романа II напушта Е-простор и враћа се на Галифреј уз помоћ Седмог Доктора. У Готичарској опери Пола Корнела, из комплементарне серије Нестале пустоловине, добија место у Високом савету господара времена. У Новим пустоловинама у Срећним крајевима, такође од стране Корнела, открива се да је Романа постала председница Галифреја. Романино председништво се огледа у каснијим романима и у њеном појављивању (глас јој даје Вардова) у аудио драмама продукције "Big Finish". Такође се појављује на кратко у Људској природи у визији. Романа се појављује у роману обожавалачке фикције Временски првак без дозволе у улози председника Господара времена.
Романино појављивање у роману Осам Доктора из 1997. године – где она помаже новорегенерисаном Осмом Доктору да спасе своју четврту инкарнацију од групе вампира након Стања распада – истакнуто је у трејлеру за поново лансирани опсег Доктор Ху који је био укључен у бројне ББЦ видео снимке 1997–98. У трејлеру је коришћен исечак из  Судбине Далека да илуструје Роману.
Романино време са Доктором је такође истражено у неколико романа, међу којима су додатне пустоловинее за њену прву инкарнацију када су спољне силе преусмериле своје напоре да пронађу Кључ времена и опште пустоловине за њену другу инкарнацију пре одласка у Е-простор.

#### Романа III
У романима ББЦ Књига Пустоловине Осмог Доктора, Романа пролази кроз другу регенерацију, а њена нова инкарнација (Романа III чија је појава настала по узору на глумицу немих филмова Луиз Брукс) је далеко мање симпатична и много немилосрднија од друге две. Ова трећа инкарнација прати Осмог Доктора у причи која се односи на будући рат, рат између Господара времена и још увек неидентификованог непријатеља, настојећи да искористи свог новог сапутника Саосећање – који је ненамерно мутиран у ТАРДИС типа 102. након уништења Докторовог сопственог брода – као расплодна стока за нове свесне ТАРДИС-е у будућем рату. Пошто је Доктор одбио да дозволи Господарима времена да учине Саосећање робом, он, Саосећање и његов сапутник Фиц Крајнер крећу у бекство између Сенки Авалона и Ћелије Предака што је довело до коначног сукоба на Докторовом изворном ТАРДИС-у за који се веровало да је уништен у затирању Галифреја и очигледном ретроактивном брисању Господара времена из историје. Бљесак из прошлости у последњем роману Пустоловина Осмог Доктора Галифрејачке хронике указује да је Роману убио фракциони парадокс лобања непосредно пре Галифрејевог уништења. Међутим, Сајмон Месингем је у Валдемаровом гробу наговестио да је Романа можда један од неколико Господара времена који су преживели ову катаклизму, вероватно у четвртој инкарнацији, а саме Галифрејачке хронике указују да ће Доктор на крају вратити Галифреј и све мртве Временске господаре чији су умови похрањени у Матриксу, на време за његово поновно уништење у Временском рату.

### Аудио драме
Романа II се појавила под псеудонимом у низу аудио драма које је почетком 2000-их продуцирао ББВ. У овој серији, Лала Вард је играла лик који се појавио са К9 у неименованом паралелном универзуму. Овај лик се зове Господарица (као што је К9 називао Романа у телевизијској серији). Због необичног стања са ауторским правима у којој је ББВ могао да да дозволу за К9, али не и за Роману или друге елементе Доктора, Господарица се не зове јасно Романа. Из сличних разлога, паралелни универзум (очигледно намењен да одражава Романино изгнанство у Е-простору) се у паковању серије назива „џепним универзумом“.
У редовном низу аудио драма о Доктору "Big Finish"-а, Вардова се придружила Шестом Доктору Колина Бејкера у Елементу апокалипсе у којем је Романа председница Галифреја. У причи се открива да су Роману II отели Далеци убрзо пошто је преузела председничку функцију и остала је у заточеништву двадесет година пре него што је побегла, накратко се поново ујединивши са Доктором пре него што је поново преузела своју функцију. Романа II се такође појављује са Осмим Доктором Пола Мекгана у римејку Шаде из 2003. године, аудио драме коју је продуцирао "Big Finish" за ББЦ-ову веб страницу Доктор Ху и која је праћена анимацијама "Макромедија флеш"-а као и у Недођијом и Загрејем. Недавно се појавила са Петим Доктором у Базену расула, завршном делу трилогије Кључ ка времену где се открива да је Романина регенерација барем делимично узрокована њеним преображајем у нови шести сегмент Кључа времена, а аудио драма се завршава тако што се суштина сегмента преноси назад у Астру да би се спасао Романин живот пре него што Доктор заувек уништи Кључ.
У Недођији Романа наилази на Осмог Доктора док Против-време заражава Универзум. Са другим Господарима времена она путује у Против-стих у нади да ће пронаћи начин да заустави ток Против-време. Али тамо ју је координатор Вансел оставио Недођијанцима, онима које су Господари Времена избрисали из постојања, а који планирају да пошаљу Против-време на Галифреј. Међутим, она помаже Доктору да активира ТАРДИС и заустави Против-време. У наставку овог, у Загреју, Романа II је принуђена да протера Осмог Доктора из универзума јер је постао опасност за њега пошто је заражен од стране сила „Против-времена“. Након тога, представљена је у бројним аудио драмама са бившом Докторовом сапутницом Лилом (коју глуми Луиз Џејмсон) под кровним насловом Галифреј.
У аудио серији, Романа мора да се бори са појавом терористичке групе познате као Слободно време која жели да разбије технолошки монопол на путовање кроз време и прети не само Галифреју већ и њеним савезницима способним за путовање кроз време. Романина напредна политика, међу којом је и отварање академије за не-галифрејце, такође се суочава са противљењем конзервативнијих елемената. Ово усложава бекство древног зла званог Пандора из Матрикса у парадоксалној форми Романине прве инкарнације (коју још једном игра Мери Там). И Романа и Пандора ентитет проглашавају се Императоркама Галифреја, изазивајући грађански рат. На крају рата, Романа уништава Пандору тако што је заробљава у Матриксу и уништава је. Она је такође смењена са места Председништва. Док је Галифреј на ивици привредног и друштвеног колапса, као и у опасности да буде преплављена вирусом слободног времена, Романа и њени пријатељи беже кроз неколико алтернативних универзума. Романа се сусреће са многим варијантама Галифреја горим од своје пре него што је коначно постала заробљена у једној. Овај Галифреј је сличан, али без могућности путовања кроз време. Пошто је њихова председница Романа убијена, она преузима свој идентитет, враћајући своју функцију, иако у другом универзуму. Она је на крају успела да се врати у свој универзум са леком за вирус слободног времена, иако аудио записи затим доводе до раних удара Далека који очигледно имају за циљ да наговесте Временски рат.
Огранак линија "Big Finish"-а Сапутничке хронике је представила нове перформансе и Вардове и Тамове у бројним причама смештеним у њиховим континуитетима.
Тамова је последњи пут поновила улогу Романе заједно са Томом Бејкером у другој серији изворних аудио драма (у првој серији је била Лила) смештених након ере Кључа времена. Снимљена неколико месеци пре Тамине смрти 2012. године, прва од њих, Теткина ствар, објављена је у јануару 2013. године са укупно седам делова који су објављени до јула 2013.
У јулу 2013. објављено је да ће Џулијет Ландау играти будућу инкарнацију Романе за "Big Finish". Ова варијанта Романе представљена је у Ренесанси, трећем поглављу Галифреја VI објављеном у октобру 2013. године и за које се каже да потиче из хиљада година у будућности. Ову варијанту Романе је касније поновила Ландауова у аудио драми Луна Романа из јануара 2014. која је део серијала Сапутнике хронике "Big Finish"-а. Ландауова је такође играла улогу Романе I уместо сада покојне Мери Там у овој причи, а приповедање има за циљ да представи Ландауину Роману како се осврће на догађаје са путовања своје прве инкарнације са Доктором. Да би избегла забуну са овом од раније, ова будућа Романа добровољно користи име леди Треј (преузето из једног од средњих слогова њеног пуног имена). Ландауова се поново вратила улози у Галифреј: Интервенција Земље, наставку серије Галифреј објављене у јануару 2015. Ова прича је откривена у наставку Непријатељских редова да би приказала шта се дешава убрзо пошто је Вардина инкарнација приморана да се регенерише и види Галифреј на ивици другог рата. Међутим, Ирвинг Браксиател спречава регенерацију тако да се ови догађаји, укључујући и само постојање Ландауине инкарнације, поништавају.
У новембру 2013. откривено је да ће Лала Вард поновити своју улогу Романе II заједно са бившим Четвртим Доктором Томом Бејкером и Џоном Лисоном као К9 у пару аудио адаптација романа Гарета Робертса за Недостајуће пустоловине Романтика злочина и Смрт на енглески начин у јануара 2015. године након чега ће уследити низ нових пустоловинаа 2016. и још једна 2017. Лала Вард се такође вратила као Романа II у Галифреј: Непријатељски редови 2016. године, Галифреј: Временски рат I 2018. године, Галифреј: Временски рат II 2019. године, Галифреј: Временски рат III и Галифреј: Временски рат IV 2021. Као и у Галифреју Романа II такође се појављује у серији постављеној док је путовала са Доктором и Адриком у Е-простору, у Изгубљена причама Уговор за пропаст и Осми март 2: Заштитници времена.

## Инкарнације
| Глумица        | Бр. појављивања | Изворни почетак          | Изворни почетак        | Изворни крај                 | Изворни крај           |
| Глумица        | Бр. појављивања | Прво појављивање         | Датум емитовања/издања | Последње појаљивање          | Датум емитовања/издања |
| -------------- | --------------- | ------------------------ | ---------------------- | ---------------------------- | ---------------------- |
| Мери Там       | 26 (6 прича)    | Операција Рибос (1. део) | 2. септембар 1978.     | Чинилац Армагедона (6. део)  | 24 February 1979       |
| Лала Вард      | 40 (10 прича)   | Судбина Далека (1. део)  | 1. септембар 1979.     | Пет Доктора                  | 25. новембар 1983.     |
| Н/Д            | 3 (3 приче)     | Сенке Авалона            | Фебруар 2000.          | Галифрејачке хронике         | Jун 2005.              |
| Џулијет Ландау | 4 (4 приче)     | Ренесанса                | Oктобар 2013.          | Галифреј: Интервенција Земље | Jaнуар 2015.           |

Током отварања Судбине Далека (1. део), три тренутне инкарнације Романе – у прелазу заплета из инкарнације Тамове у инкарнацију Вардове – играле су непотписане глумице Меги Армитејџ, Ивон Галагер и Ли Ричардс.